# 石岘镇
石岘镇，是中华人民共和国吉林省延边朝鲜族自治州图们市下辖的一个乡镇级行政单位。

## 行政区划
石岘镇下辖以下地区：
石兴社区、石盛社区、石荣社区、石源社区、陆地村、永昌村、河北村、春华村、东兴村、石岘村、水南村、向阳村、下嘎村、松林村、上龙城村、下龙城村和图们市经济开发区。